# Anteaeolidiella orientalis
Anteaeolidiella orientalis is een slakkensoort uit de familie van de Aeolidiidae. De wetenschappelijke naam van de soort is voor het eerst geldig gepubliceerd in 1888 door Bergh als Aeolidiella orientalis.